# Вангди-Пходранг

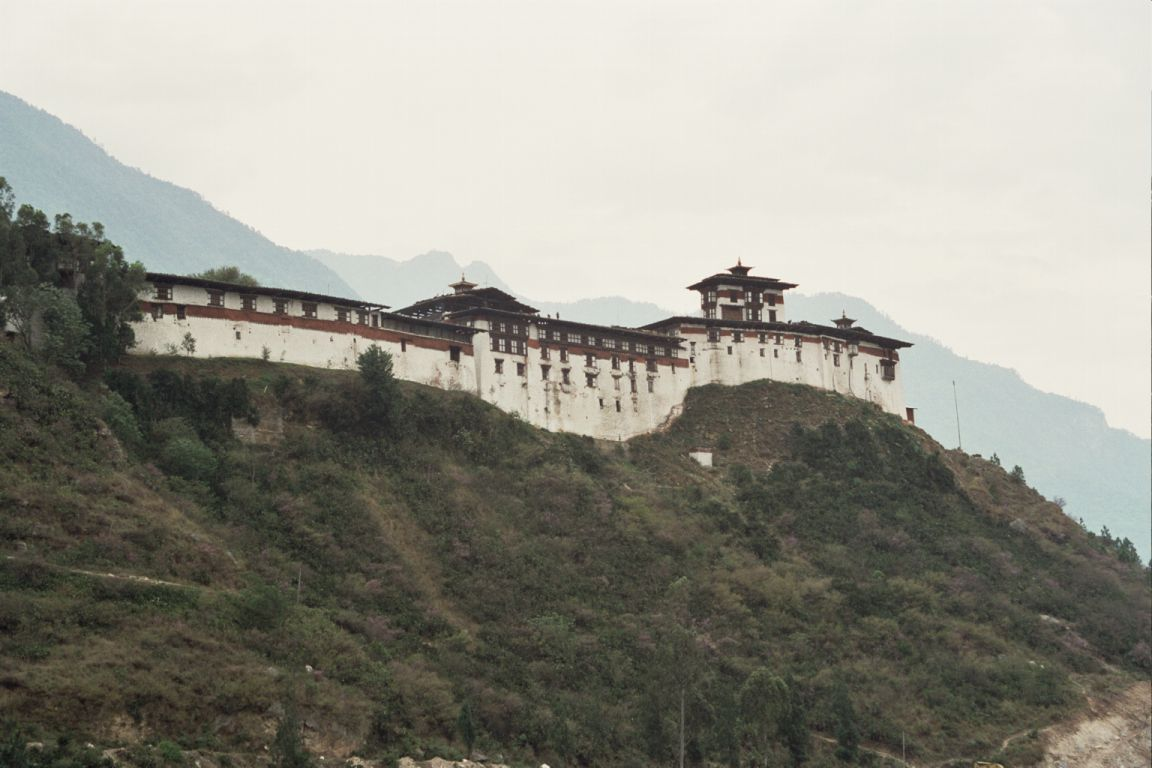
Крепость Вангди Пходранг в Бутане

Вангди-Пходранг (Вангдупотранг, дзонг-кэ དབང་འདུས་ཕོ་བྲང་) — город и административный центр дзонгхага Вангди-Пходранг в центральном Бутане.  С давних времён город Вангди-Пходранг являлся столицей исторической провинции Вангди-Пходранг.
Город расположен вокруг одноимённого дзонга, который находится на уступе большой реки Пунакха-Чу на низких высотах (около 1000 м), климат тёплый субтропический, поэтому окрестности Вангди используются для выращивания фруктов, в том числе апельсинов.
Вангди-Пходранг-дзонг построен Шабдрунгом в 1638 году, это один из самых крупных и красивых дзонгов Бутана, огромный внутренний двор которого позволяет организовывать большие буддийские праздники (цечу) и официальные церемонии.
Численность населения по данным переписи населения 2005 года составляла 6714 человек, а по оценке 2012 года — 7507 человек.
В районе, в горах по дороге на перевал, находится также знаменитый монастырь Гангтей-гомпа, который управляется тулку (перерожденцем) Пема Лингпа.